# Acción Mujeres de Chile
Acción Mujeres de Chile (AMCh) fue un movimiento político chileno que agrupó a mujeres opositoras a las candidaturas presidenciales del socialista Salvador Allende en las elecciones de 1964 y 1970, con un marcado tono anticomunista.

## Historia
La agrupación fue fundada el 11 de junio de 1963, obteniendo su personalidad jurídica mediante el decreto 2398 del 20 de agosto de dicho año. Su primera directiva estaba compuesta por María Elena Valdés Cruz (presidenta), Elena Larraín Valdés (vicepresidenta), Graciela Ibáñez Ojeda (secretaria), Dora Sierra Espinoza (tesorera) y Olga Irarrázaval Larraín (directora). Elena Larraín había participado en el movimiento «Chile Libre» —creado por conservadores independientes en 1960— durante un año antes de participar en la formación de AMCh.
Durante la campaña presidencial de 1964 Acción Mujeres de Chile participó activamente de la denominada «campaña del terror» contra Salvador Allende, con propaganda que ilustraba los temores que generaría la llegada del socialismo democrático al poder comparándolo con situaciones vividas en Cuba. Se ha señalado también que durante este periodo, así como durante la campaña de 1970, la agrupación habría recibido financiamiento de parte de la CIA para apoyar las candidaturas de Julio Durán y Jorge Alessandri.
Acción Mujeres de Chile realizó una intensa campaña propagandística en radioemisoras y prensa escrita durante la campaña presidencial de 1970 con mensajes en contra de Salvador Allende y la Unidad Popular. Dicha situación le valió a la agrupación ser investigada —junto al movimiento «Chile Joven»— por la Cámara de Diputados respecto de su legalidad y financiamiento.
Hacia 1972, varias dirigentes de AMCh, incluyendo a Elena Larraín, habían creado el movimiento Poder Femenino.